# Aeroporto de Alfenas
O Aeroporto de Alfenas (ICAO: SNFE) é um aeroporto brasileiro que fica localizado na travessa prefeito Aristide Souza no município de Alfenas, em Minas Gerais. Encontra-se a 661 km de Brasília e a 246 km de São Paulo. Seu nome oficial é Aeroporto Comandante Paschoal Patrocínio Filho.

## Estrutura
Sua pista possui 1600 por 30 metros, é pavimentada e balizada. Encontra-se a 875 metros acima do nível do mar e é homologada pela ANAC para operação visual diurna e noturna.